# Siódmy Kneset
Siódmy Kneset – siódma kadencja parlamentu Izraela odbywająca się w latach 1969-1974.
Wybory odbyły się 28 października 1969, a pierwsze posiedzenie parlamentu miało miejsce 17 listopada 1969.

## Posłowie
Posłowie wybrani w wyborach:
| Partia                    | Posłowie |
| ------------------------- | --- |
| Koalicja Pracy            | Aharon Becker, Elijjahu Sason, Ze’ew Szerf, Ja’akow Szimszon Szapira, Jicchak Ben Aharon, Mordechaj Ben-Porat, Mordechaj Bibi, Szimon Peres, Mordechaj Ofer, Dow Zakin, Pinchas Sapir, Awraham Ofer, Icchak Nawon, Mosze Dajan, Re’uwen Barkat, Jigal Allon, Josef Almogi, Re’uwen Arazi, Szoszanna Arbeli-Almozlino, Mosze Baram, Ja’akow Chazzan, Dawid Koren, Jicchak Koren, Adi’el Amora’i, Ari Ankorjon, Abba Eban, Arje Eli’aw, Ada Feinberg-Sireni, Abd el-Aziz az-Zubi, Jisra’el Galili, Uzzi Feinerman, Chajka Grossman, Zina Harman, Ze’ew Herring, Jisra’el Kargman, Szalom Lewin, Cewi Dinstein, Mosze Karmel, Jisra’el Jeszajahu, Me’ir Ja’ari, Gad Ja’akowi, Chajjim Josef Cadok, Awraham Zilberberg, Matilda Guez, Cewi Gerszoni, Jizhar Harari, Mordechaj Zar, Aharon Jadlin, Ben-Cijjon Chalfon, Golda Meir, Chajjim Gewati, Szelomo Rosen, Mordechaj Surkis, Jehonatan Jifrach, Mosze Wertman, Menachem Kohen |
| Gahal                     | Aharon Goldstein, Josef Sapir, Josef Tamir, Jochanan Bader, Awraham Kac, Menachem Jedid, Josef Serlin, Mosze Nissim, Chajjim Korfu, Josef Kremerman, Awraham Szechterman, Simcha Erlich, Cewi Zimmerman, Menachem Begin, Chajjim Landau, Dawid Lewi, Arje Ben Eli’ezer, Jicchak Klinghoffer, Elimelech Rimalt, Ja’akow Nechusztan, Binjamin Halewi, Zalman Abramow, Ester Razi’el-Na’or, Dow Milman, Joram Aridor, Ben-Cijjon Keszet |
| Narodowa Partia Religijna | Szelomo-Jisra’el Ben-Me’ir, Micha’el Chazani, Jicchak Refa’el, Danijjel-Jicchak Lewi, Zewulun Hammer, Mosze-Cewi Nerija, Towa Sanhedraj, Zerach Warhaftig, Chajjim Mosze Szapira, Binjamin Szachor, Josef Burg, Simcha Friedman |
| Agudat Israel             | Szelomo-Ja’akow Gross, Izaak Meir Lewin, Szelomo Lorincz, Menachem Porusz |
| Niezależni Liberałowie    | Gidon Hausner, Jicchak Golan, Jehuda Sza’ari, Mosze Kol |
| Lista Państwowa           | Isser Harel, Dawid Ben Gurion, Me’ir Awizohar, Jigga’el Hurwic |
| Rakach                    | Emil Habibi, Taufik Tubi\|, Me’ir Wilner |
| Postęp i Rozwój           | Sajf ad-Din az-Zubi, Dżabr Mu’addi |
| Po’alej Agudat Jisra’el   | Kalman Kahana, Awraham Werdiger |
| Współpraca i Braterstwo   | Dijab Ubajd, Iljas Nachla |
| Meri                      | Uri Awneri, Szalom Kohen |
| Wolne Centrum             | Szemu’el Tamir, Eli’ezer Szostak |
| Maki                      | Mosze Sneh |

### Zmiany
Zmiany w trakcie kadencji:
| Następca                | Poprzednik                 | Partia                    | Data              |
| ----------------------- | -------------------------- | ------------------------- | ----------------- |
| Nissim Eliad            | Mosze Kol                  | Niezależni Liberałowie    | 15 grudnia 1969   |
| Josef Goldschmidt       | Josef Burg                 | Narodowa Partia Religijna | 15 grudnia 1969   |
| Awraham Melammed        | Zerach Warhaftig           | Narodowa Partia Religijna | 15 grudnia 1969   |
| Gidon Patt              | Arje Ben Eli’ezer          | Gahal                     | 29 stycznia 1970  |
| Zalman Szowal           | Dawid Ben Gurion           | Lista Państwowa           | 27 maja 1970      |
| Awner-Chaj Szaki        | Chajjim Mosze Szapira      | Narodowa Partia Religijna | 16 lipca 1970     |
| Jehuda Ben-Me’ir        | Szelomo-Jisra’el Ben-Me’ir | Narodowa Partia Religijna | 4 kwietnia 1971   |
| Jehuda Me’ir Abramowicz | Izaak Meir Lewin           | Agudat Israel             | 7 sierpnia 1971   |
| Mosze Szachal           | Mordechaj Ofer             | Koalicja Pracy            | 1 września 1971   |
| Awraham Lewenbraun      | Emil Habibi                | Rakach                    | 16 lutego 1972    |
| Matitjahu Drobles       | Josef Sapir                | Gahal                     | 26 lutego 1972    |
| Szemu’el Mikunis        | Mosze Sneh                 | Maki                      | 1 marca 1972      |
| Awi’ad Jafe             | Re’uwen Barkat             | Koalicja Pracy            | 5 kwietnia 1972   |
| Ja’akow Mizrachi        | Szelomo-Ja’akow Gross      | Agudat Israel             | 27 listopada 1972 |

## Historia
Najważniejszym wydarzeniem była wojna Jom Kipur, której wewnętrzne i międzynarodowe konsekwencje pojawiły się podczas ósmego Knesetu. Na krótko przed wybuchem wojny wiele afrykańskich państw zerwało stosunki dyplomatyczne z Izraelem. Wojna była poprzedzona inicjatywami pokojowymi z ramienia ONZ (Jarring mission) i USA (Rogers Plan). W przeddzień wyborów do ósmego Knesetu zorganizowano konferencję pokojową w Genewie.
Na początku 1970 parlament przyjął poprawkę nr 2 do Prawa Powrotu. Poprawka określała definicję Żyda uprawnionego do prawa powrotu do Ziemi Izraela. Według tego prawa musiała to być osoba urodzona z matki Żydówki, według wyznania: judaizm albo po konwersji.
W tym okresie rozpoczęła się fala żydowskiej imigracji ze Związku Radzieckiego i pojawił się duży problem mieszkaniowy. W ZSRR trwały wówczas rozprawy leningradzkie i Żydzi identyfikujący się z Izraelem byli prześladowani.
Kneset zajmował się także działalnością Żydowskiej Ligi Obrony w Stanach Zjednoczonych. Członkowie Ligi atakowali radzieckie biura w Stanach Zjednoczonych. Działalność tej radykalnej organizacji w Izraelu budziła wiele kontrowersji. Duchowym przywódcą Ligi był rabin Me’ir Kahane, który wzywał wszystkich Arabów i Druzów do opuszczenia terytorium Izraela.
Tematem obrad parlamentu była także prośba Meira Lansky’ego o azyl w Izraelu. Lansky był jedną z głów mafii w Stanach Zjednoczonych, był jednak Żydem i jako taki posiadał prawo do powrotu.
Kneset zajmował się również problemem braków na rynku wewnętrznym i po raz pierwszy zatwierdził minimum socjalne. Specjalna parlamentarna podkomisja zajmowała się problemem wzrostu wypadków samochodowych.
W tym okresie utrzymywał się wysoki poziom terrorystycznych porwań samolotów. Wśród słynnych terrorystycznych ataków był atak na lotnisko Lod i mord izraelskich sportowców podczas olimpiady w Monachium. Zdecydowana większość posłów potępiła Organizację Wyzwolenia Palestyny.

### Piętnasty rząd(1969-1974)
Piętnasty rząd został sformowany przez Goldę Meir w dniu 15 grudnia 1969.